# Gecode
Gecode (del inglés Generic Constraint Development Environment) es una biblioteca en el lenguaje de programación C++ abierta, eficiente y portable para el desarrollo de sistemas y aplicaciones basados en restricciones.
Actualmente es distribuida bajo licencia tipo BSD.